# フィリップ・ヴィルヘルム・アウグスト・フォン・デア・プファルツ
フィリップ・ヴィルヘルム・アウグスト・フォン・デア・プファルツ（Philipp Wilhelm August von der Pfalz, 1668年11月19日 - 1693年4月5日）は、ドイツのプファルツ＝ノイブルク家の公子。

## 生涯
プファルツ選帝侯フィリップ・ヴィルヘルムとその妻でヘッセン＝ダルムシュタット方伯ゲオルク2世の娘であるエリーザベト・アマーリアの間の第13子、八男として生まれた。フィリップ・ヴィルヘルムはウィーンに住む長姉の神聖ローマ皇后エレオノーレ・マグダレーネと、ブレスラウ（現在のポーランド領ヴロツワフ）に住む兄のブレスラウ司教フランツ・ルートヴィヒの許を訪れた後、1689年にイタリアへのグランドツアーに赴いている。
フィリップ・ヴィルヘルムは聖職者ではなく世俗の世界で身を立てようと考え、軍人になった。
1690年10月29日にザクセン＝ラウエンブルク公ユリウス・フランツの娘アンナ・マリア・フランツィスカと結婚した。2人の結婚式は、フィリップ・ヴィルヘルムの父選帝侯が亡くなったために延期され、簡素に行われた。夫妻は2人の娘をもうけた。
- レオポルディーネ・エレオノーレ（1691年 - 1693年）
- マリア・アンナ・カロリーネ（1693年 - 1751年） - 1719年、バイエルン公子フェルディナントと結婚

しかし、結婚の3年後に「悪性の熱病」に冒されてわずか1週間後に亡くなり、ライヒシュタットの教区教会に埋葬された。24歳没、心臓だけは抜き取られ、故郷のノイブルク城内教会に安置された。
フィリップ・ヴィルヘルムの死の4年後、未亡人アンナ・マリアはトスカーナ大公ジャン・ガストーネ・デ・メディチと再婚した。